# Mielenko (Poméranie-Occidentale)
Pour les articles homonymes, voir Mielenko.
Mielenko est une localité polonaise de la gmina rurale de Mielno, située dans le powiat de Koszalin en voïvodie de Poméranie-Occidentale. Elle se situe au nord-ouest de la ville de Koszalin et au nord-est de la capitale régionale Szczecin.

## Géographie

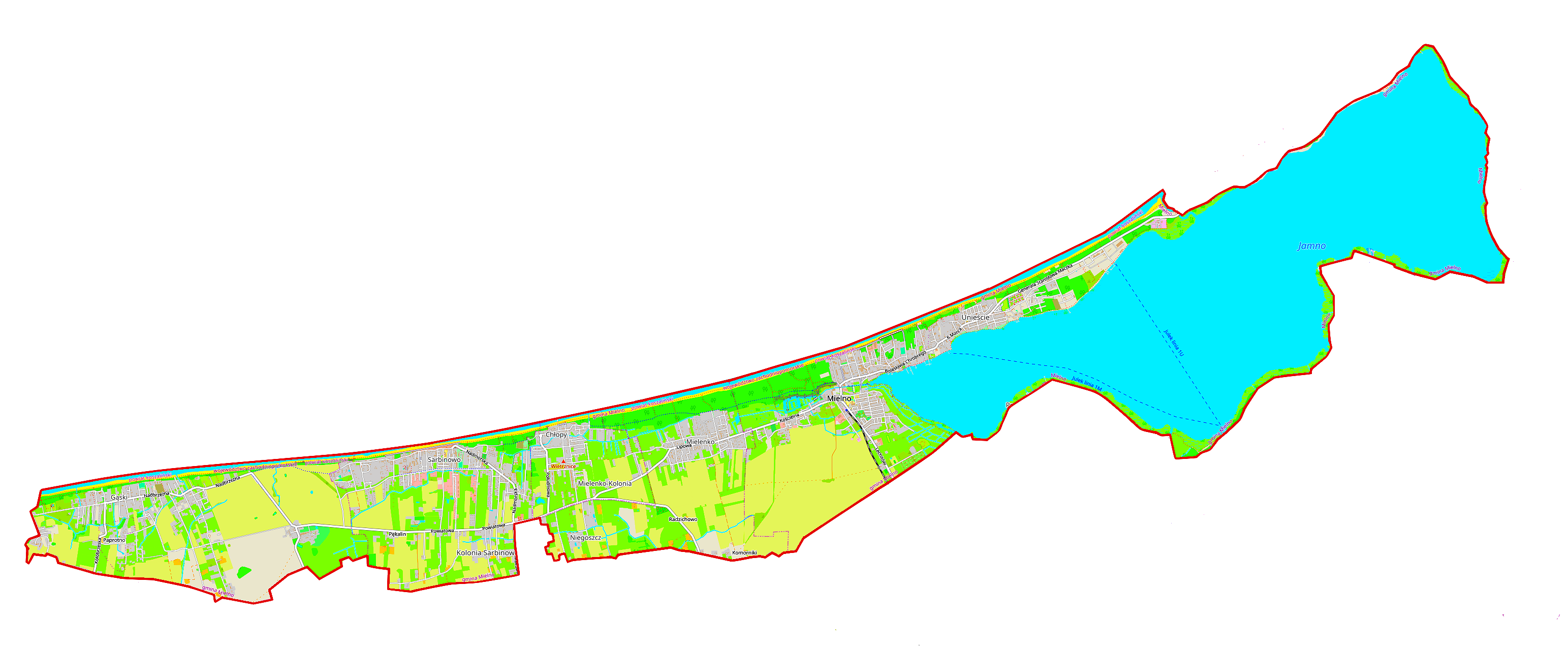
Carte de la gmina de Mielno.